# Paul Delorey
Pour les articles homonymes, voir Delorey.
Paul Alfred Delorey (3 mai 1949 - 1er janvier 2021) est un joueur de curling et homme politique canadien.